# ملعب بينغو الرياضي
ملعب بينغو الرياضي (باليابانية: 広島県立びんご運動公園陸上競技場) هو ملعب رياضي يستخدم بشكل أساسي لمباريات كرة القدم ويستضيف مسابقات ألعاب القوى، يقع في هيروشيما، اليابان، يتسع لـ 9،245 متفرج. افتتح الملعب في 1993.

## وصلات خارجية
- الموقع الرسمي